# Hotel Meina
Pour plus de détails, voir Fiche technique et Distribution.
Hotel Meina est un film italien réalisé par Carlo Lizzani, sorti en 2007.

## Synopsis
L'histoire du massacre du lac Majeur.

## Fiche technique
- Titre : Hotel Meina
- Réalisation : Carlo Lizzani
- Scénario : Pasquale Squitieri, Dino Gentili, Filippo Gentili et Carlo Lizzani, d'après le roman de Marco Nozza
- Musique : Luis Bacalov
- Photographie : Claudio Sabatini
- Montage : Massimo Quaglia
- Production : Marta Bifano et Ida Di Benedetto
- Société de production : Titania Produzioni, Plaza Production International et Film 87
- Pays de production :  Italie,  France et  Serbie
- Genre : drame et historique
- Durée : 115 minutes
- Dates de sortie : 
  - Italie : 2 septembre 2007

## Distribution
- Majlinda Agaj : Irma Moneri
- Eugenio Allegri : Vittorio Pomas
- Marta Bifano : Camy Benar
- Veronica Bruni : Mme Ariana
- Ursula Buschhorn : Cora Bern
- Butz Ulrich Buse : Tepper
- Silvia Cohen : Liliana Fendez
- Diana Collepiccolo : Ester Moneri
- Simone Colombari : Pierre Fendez
- Federico Costantini : Julien Fendez
- Elia Donghi : Robert Fendez
- Fiamma Ferzetti : Bianca Fendez
- Marco Fubini : Marcus
- Fabio Ghidoni : Giacomo Fidani
- Ivana Lotito : Noa Benar
- Ernesto Mahieux : Filippetti
- Fabio Marchese : Marcel Benar
- Melisse Cantatore Masi : Chiara Sabatini
- Francesco Meoni : Aldo Pizzi
- Gordana Miletic : grand-mère Someco
- Marco Morellini : Raoul Tomes
- Ferdinando Murolo : Dino Fendez
- Danilo Nigrelli : Giorgio Benar
- Federico Pacifici (it) : Alberto Moneri
- Ralph Palka : Otto Spitz
- Gilda Postiglione Turco : Adriana
- Lavinia Pozzi : Lisa Manulli
- Andrea Redavid : Vito Coni
- Benjamin Sadler : Hans Krassler
- Almerica Schiavo : Valerie Tomes
- Nuccio Siano : Maurizio Scimena
- Maurizio Tabani : Virginio Jamac
- Thierry Toscan : Federic
- Adriano Wajskol : Daniele Modi

## Distinctions
Le film a été nommé pour 3 David di Donatello : Meilleur décorateur, Meilleur créateur de costumes et Meilleur coiffeur,.